# Ochai Agbaji

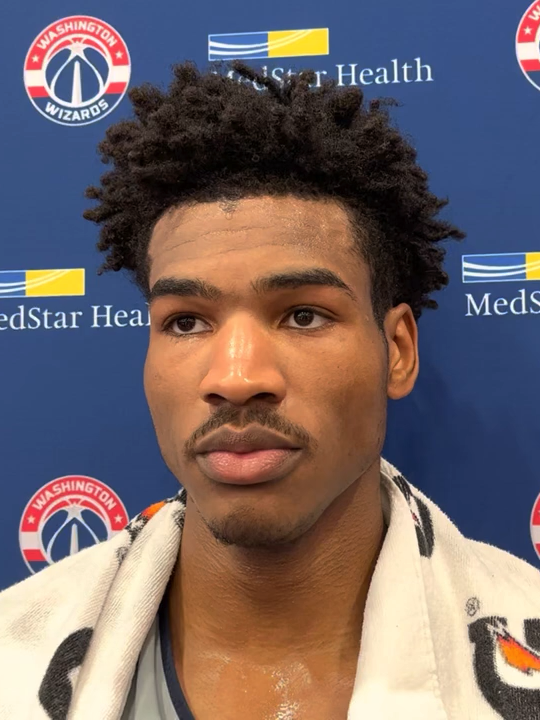
Ochai Agbaji, 2022.

Ochai Young Agbaji, född 20 april 2000 i Milwaukee i Wisconsin, är en amerikansk professionell basketspelare (SG) som spelar för Toronto Raptors i National Basketball Association (NBA). Han har tidigare spelat för Utah Jazz.
Agbaji draftades av Cleveland Cavaliers i första rundan i 2022 års draft som 14:e spelare totalt.
Innan han blev proffs studerade Agbaji vid University of Kansas och spelade för deras idrottsförening Kansas Jayhawks.